# Zeng Jinlian
Detta är ett kinesiskt namn. Zeng är släkt- eller efternamnet.
Zeng Jinlian (Förenklade kinesiska tecken: 曾金莲; Traditionella kinesiska tecken: 曾金蓮; Pinyin: Zēng Jīnlián), född den 25 juni 1964 i Yuanjiang, död den 13 februari 1982 i Hunan, Kina.
Zeng är känd för att ha varit den längsta kvinnan som någonsin har uppmätts (Trijntje Keevers längd är bara ett overifiererat påstående). Rekordinnehavaren innan henne var Jane Bunford, som var 241 cm. Zeng blev 248 cm lång och vägde ungefär 130 kg.
Zeng kunde inte stå rakt eftersom hon hade skolios.  
| Ålder | Längd Zeng Jinlian | Längd Robert Wadlow |
| 4     | 156 cm             | 163 cm              |
| 13    | 217 cm             | 224 cm              |
| 16    | 240 cm             | 248 cm              |
| 17    | 248 cm             | 251 cm              |